# Anda (Álava)
Anda es un concejo del municipio de Cuartango, en la provincia de Álava, España.

## Geografía física
Se encuentra en el paso abierto por el río Baias a su entrada a Cuartango al Norte del Valle.
Anda se ubica en la encrucijada de rutas de Zuya, Urcabustaiz y Cuartango. Y en la ruta del camino utilizado desde el bajo medioevo desde Zaragoza a Bilbao, que viniendo de Los Huetos hasta Tortura, continuaba hasta entrar en tierras vizcaínas y siguiendo el curso del río Altube hacia Bilbao.

## Geografía humana

### Organización territorial
Forman parte del concejo las aldeas de: Anda, Andagoya (en vasco y oficialmente Andagoia) y Catadiano  (en vasco y oficialmente Katadiano).
Se estructura en dos núcleos urbanos distintos. Uno en torno a la iglesia de San Esteban y otro que sigue el trazado del camino hacia Sendadiano y el puente sobre el Baias.

### Demografía
A finales del siglo XVI, Anda contaba con dieciséis vecinos, cien años más tarde la población descendió a siete vecinos.
| Gráfica de evolución demográfica de Anda entre 2000 y 2017  |
|                                                             |
| Población de derecho según los censos de población del INE. |

## Cultura
Hay en el concejo iglesias de San Esteban en Anda, de la Asunción de Nuestra Señora en Andagoya y de San Pedro en Catadiano, así como el santuario de Nuestra Señora de Escolumbe.